# Azimut (skibsdel)
 For alternative betydninger, se Azimut. (Se også artikler, som begynder med Azimut)
En azimut er en fremdrivningsskrue, der kan roteres 360 grader.

## Varianter

### Mekanisk
Oprindeligt var azimutdrevet tænkt som et kombineret ror/skrue-arrangement og var derfor placeret, hvor roret normalt sidder. Denne placering kom også af, at skruen via diverse udvekslinger og skrueaksler skulle forbindes til motoren.

### Elektrisk
Elektriske azimutdrev kunne placeres efter behov, og man kender dem især fra færger, hvor der placeres et drev i hvert hjørne af færgen. Dette giver en ekstremt god manøvredygtighed.

### Elektrisk nedsænkbar
Den nedsænkbare azimut er typisk placeret i bunden af skibet langs bundens midterlinie i den forreste halvdel af skibet. 
Grunden til, at skruen er nedsænkbar, er, at den kun benyttes ved manøvrer, når skibet ligger stille, og derfor trækkes ind i skroget for ikke at sænke hastigheden ved sejlads.
Den benyttes for eksempel inden for offshore-industrien, hvor supportskibe placeres ved en boreplatform. Her nedsænkes azimutten, og skibets styreautomatik fastlåser fartøjet i forhold til platformen.

## Azimutbrønd
Placeringen af azimutten under skibet giver et vedligeholdelsesproblem især i forbindelse med reparationer i tørdok eller flydedok.
For at få adgang til azimutten skal dokken være udstyret med en azimutbrønd, der er en ekstra ’kasse’ i dokken, hvori azimutten kan nedsænkes.